# 若林誠郎
若林 誠郎（わかばやし まさお、1923年1月1日 - ）は、日本の実業家。
京都市の百貨店「丸物」入社後、近鉄グループ入り・社名変更後の京都近鉄百貨店で社長を務めた。

## 経歴
東京府（現・東京都）出身で、旧制・東京府立第二中学校（現・東京都立立川高等学校）を卒業後、京都帝国大学へ進んだ。
学徒動員から復員後の京都帝大は混乱の中ではあるが、学問に対する熱気があふれているように感じたという。1947年（昭和22年）3月に大学を卒業した後、同年9月に京都市の百貨店「丸物」へ入社した。
設立以来、同社は創業者の中林仁一郎がずっと社長を務めていたが、1960年3月末に死去。長男の中林仁良が社長となって以降、1962年にはいったん伊藤忠商事の傘下を経て、1966年春には近畿日本鉄道（現・近鉄グループホールディングス）の子会社となり、資本構成などが大きく変化したものの、若林は昇進を続けた。1964年（昭和39年）に取締役、1973年（昭和48年）取締役常務、1977年（昭和52年）取締役専務となった。
京都近鉄百貨店は社名変更以降、丸物時代に派遣された橋本達吉や東京近鉄百貨店初代社長を務めた佐藤恕といった近鉄百貨店出身者が社長を務めていた。しかし、佐藤は足の持病があって業務に支障をきたすとして社長辞任を決め、その後任として若林が抜擢された。

1985年（昭和60年）からの社長在任中、株式会社設立50周年記念事業とTQC（全社的品質管理）の導入に邁進した。後者については幹部が学ぶTQC、一般社員が励むQCサークル活動の間に、MQC活動を設置。本店・岐阜店の売場ごとに存在する部署の部長・課長・主任クラスで部内の問題点を話し合うQCサークル活動を行うことで、TQC活動の面で他社に比べて成果を上げていると注目された。
しかし、定例化している社長任期が過ぎた4年後、近鉄百貨店グループ（近鉄流通グループ）での人事交流が優先され、近鉄松下百貨店社長だった井上素夫が社長となった。同時に若林は会長となった。会長就任直後、滋賀県草津市への出店が持ち上がり、草津近鉄百貨店（現・近鉄百貨店草津店）として1997年に開業するが、岐阜・京都の2店は現存していない。
若林の退任以降、京都近鉄百貨店では2001年（平成13年）に近鉄百貨店と合併するまで、近鉄百貨店出身者が社長に就く体制が続いた。中林家出身の中林仁良も近鉄百貨店取締役を務めた時期があるため、近鉄百貨店で役員経験がない人物、あるいは非創業家で丸物プロパーの人物が京都近鉄百貨店社長を務めたのは唯一の例となった。

企業活動から離れて以降、2012年（平成24年）ごろには京都南ロータリークラブに参加していた。

## 人物
京大経済学部の岸本誠二郎のゼミで一緒になった恒松制治とは同い年で一緒に価値論を勉強した仲。恒松が学習院大学教授を経て、恒松の故郷・島根県の知事として活躍していたのはわがことのようにうれしいと感じていた。また、メルボ紳士服の清水貞夫、サントリーの鳥井道夫、大阪マルビル会長の吉本晴彦など関西の財界人や祇園・先斗町の元芸子など、同じ大正12年（1923年）生まれのメンバーで構成する「いのしし会」を開いており、酒食など行動を共にしていた。
毎年6月の第一日曜日に開かれる、母校・府立二中や後身・都立立川高校の同窓会「関西紫芳会」についても「東京の中学・高校の同窓会を関西でするのは珍しいでしょう」と誇っており、若い後輩と校歌を歌えるのを楽しみにしていた。